# Яромир (князь Чехии)
Яромир (чеш. Jaromír; умер 4 ноября 1038) — князь Чехии в 1003, 1004—1012 и в 1033—1034 годы. Второй сын Болеслава II Благочестивого и Эммы Чешской.

## Биография

### Изгнанник
Яромир воспитывался при чешском дворе. После смерти его отца Вршовцы, на родственнице которых был женат старший брат Болеслав Рыжий, избили и оскопили Яромира, а его младшего брата Ольдржиха пытались убить в бане. Яромир вместе с братом Ольдржихом бежали в Баварию и стали искать поддержку у императора Генриха II. Вскоре Болеслав Рыжий был изгнан и правителем Чехии стал польский князь Владивой.
После его смерти в 1003 году Яромир и Ольдржих пытались вернуться в Чехию, но были изгнаны Болеславом Рыжим получившим поддержку у короля Польши Болеслава Храброго, являвшегося их двоюродным братом. Гонения, начатые Болеславом Рыжим, привели к тому, что Болеслав Храбрый ослепил и сменил своего ставленника, а сам стал правителем Чехии. Это усиление Польши не понравилось императору Генриху II. Потребовав и не получив от польского короля вассальной клятвы за Чехию (которую император рассматривал как имперский лен), он начал войну.

### Правитель

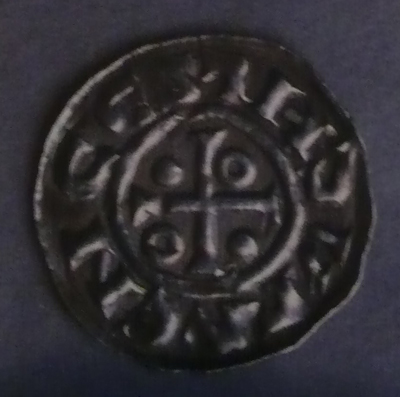
Динарий князя Яромира

В 1004 году немецкие войска поддержанные местным населением изгнали поляков, а Яромир стал князем Чехии и вассалом императора.
12 апреля 1012 года, Яромир был смещен братом Ольдржихом и бежал к Болеславу Храброму.
После того как в 1033 году в войне с императором его брат Ольдржих попал в плен, Яромир правил вместе с племянником Бржетиславом I. Однако в 1034 году Бржетислав сверг дядю, а вернувшийся из плена Ольдржих приказал ослепить брата.

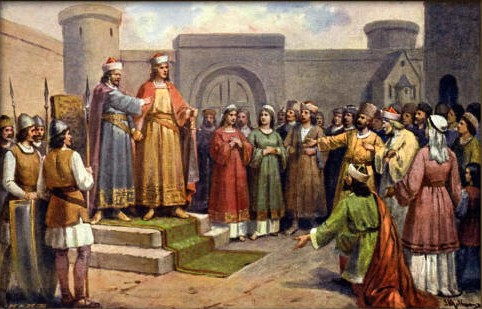
Йозеф Матхаузер. Яромир передает власть племяннику

4 ноября 1038 года Яромир умер в тюрьме.

## Комментарии
1. ↑  По другим данным, Яромир был убит в 1035 году[1].